# Newport Aquarium
Koordinaten: 39° 5′ 39,7″ N, 84° 29′ 51,3″ W
Das Newport Aquarium ist ein Schauaquarium in Newport im US-Bundesstaat Kentucky. Es liegt direkt am Ohio River. Auf der gegenüberliegenden, nördlichen Flussseite beginnt die Großstadt Cincinnati im Bundesstaat Ohio. Das Newport Aquarium ist bei der Association of Zoos and Aquariums (AZA) akkreditiert.

## Geschichte
Das Newport Aquarium wurde am 1. Mai 1999 eröffnet und entwickelte sich sogleich zu einer Attraktion für Besucher, die zunächst überwiegend aus dem nahen Cincinnati kamen. Aus Anlass des 25-jährigen Jubiläums wurde 2024 eine neue, World of the Octopus genannte Anlage eröffnet, in der ein Pazifischer Riesenkrake (Enteroctopus dofleini) zu besichtigen ist. In den ersten 25 Jahren seit dem Bestehen des Aquariums wurde es von nahezu 20 Millionen Gästen besucht. Das Aquarium ist seit seiner Gründung im Besitz der Herschend Family Entertainment (HFE), einem privaten Unterhaltungsunternehmen, das mehrere Themenparks und Touristenattraktionen in den Vereinigten Staaten und Kanada betreibt.

## Anlagenkonzept und Tierbestand
Das Tennessee Aquarium zeigt mehrere Tausend, meist aquatische Tiere. Wegen der hohen Fluktuation werden keine offiziellen Zahlen veröffentlicht. Den Besuchern stehen neben diversen Schaubecken ein Café und ein Andenkenladen zur Verfügung. Durch die großen Schaubecken führen durchsichtige Unterwassertunnel aus Acrylglas. Für Besucher besonders attraktiv ist eine Seilbrücke, die dicht über einem mit Haien und Rochen besetzten Becken verläuft. Um einen direkten Kontakt zu ausgewählten Fischen herzustellen, gibt es einen Touch Pool, der im Besonderen für Kinder gedacht ist, um exotische Fische berühren zu können. In einem Becken ist ein versunkenes Schiffswrack nachgebildet, welches den Lebensraum u. a. für Aale und Muränen bildet. Eine Sonderausstellung ist dem Schweben und Schillern der Quallen gewidmet, was mit Beleuchtungsvariationen verstärkt wird. Die Nachbildung eines Korallenriffs kann ebenfalls besichtigt werden. Das Aquarium enthält auch einen abgegrenzten Bereich, in dem verschiedene Pinguinarten gehalten werden, darunter der stark gefährdete Tristanpinguin (Eudyptes moseleyi). Außerdem gibt es eine Abteilung, die Amphibien und Reptilien enthält.

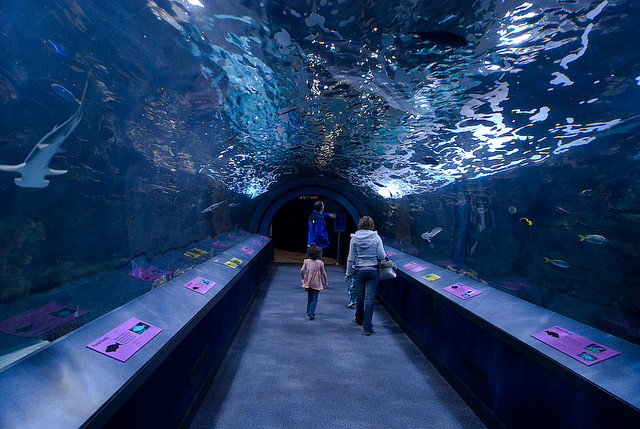
Unterwassertunnel
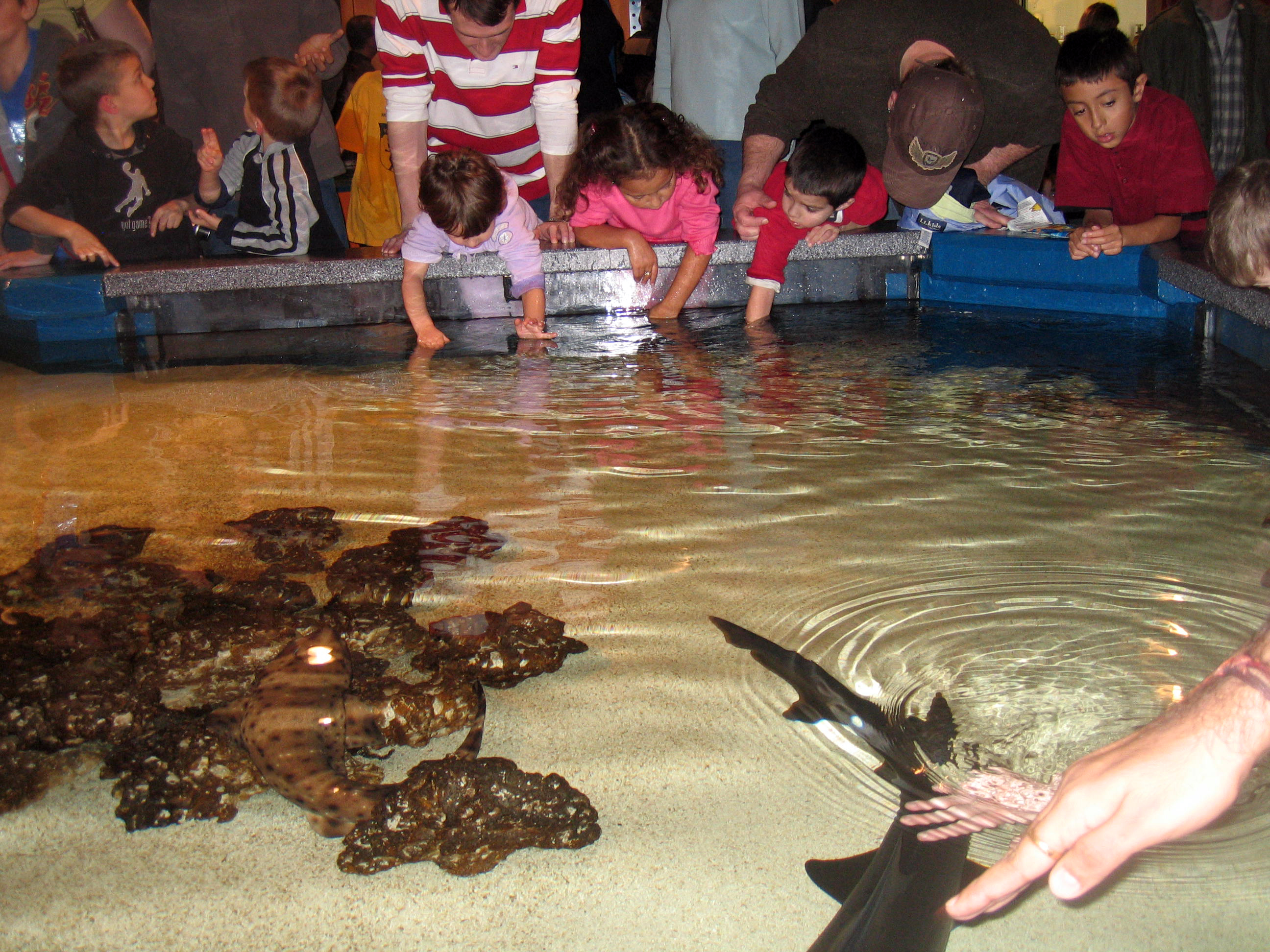
Touch Pool
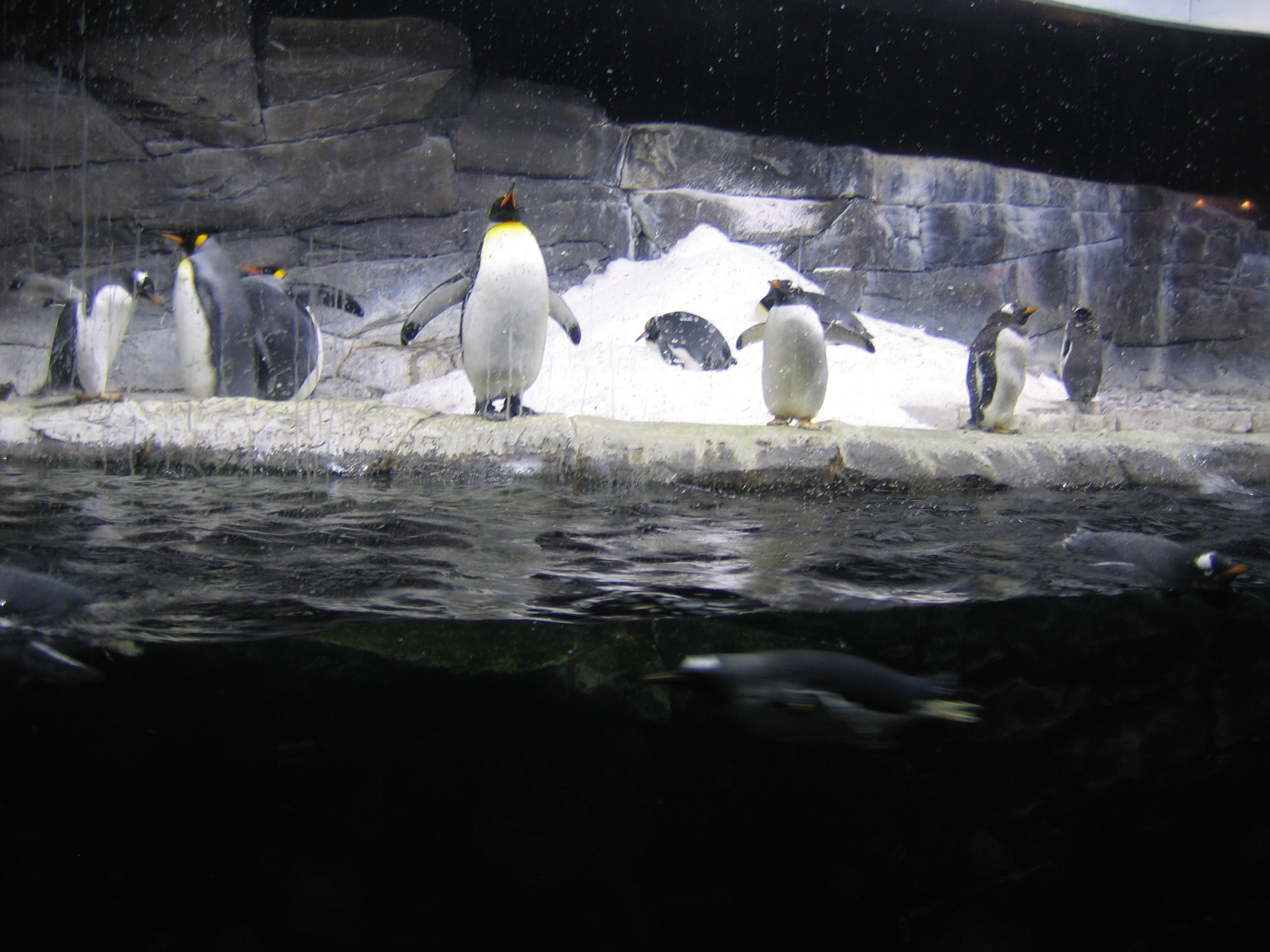
Pinguinanlage
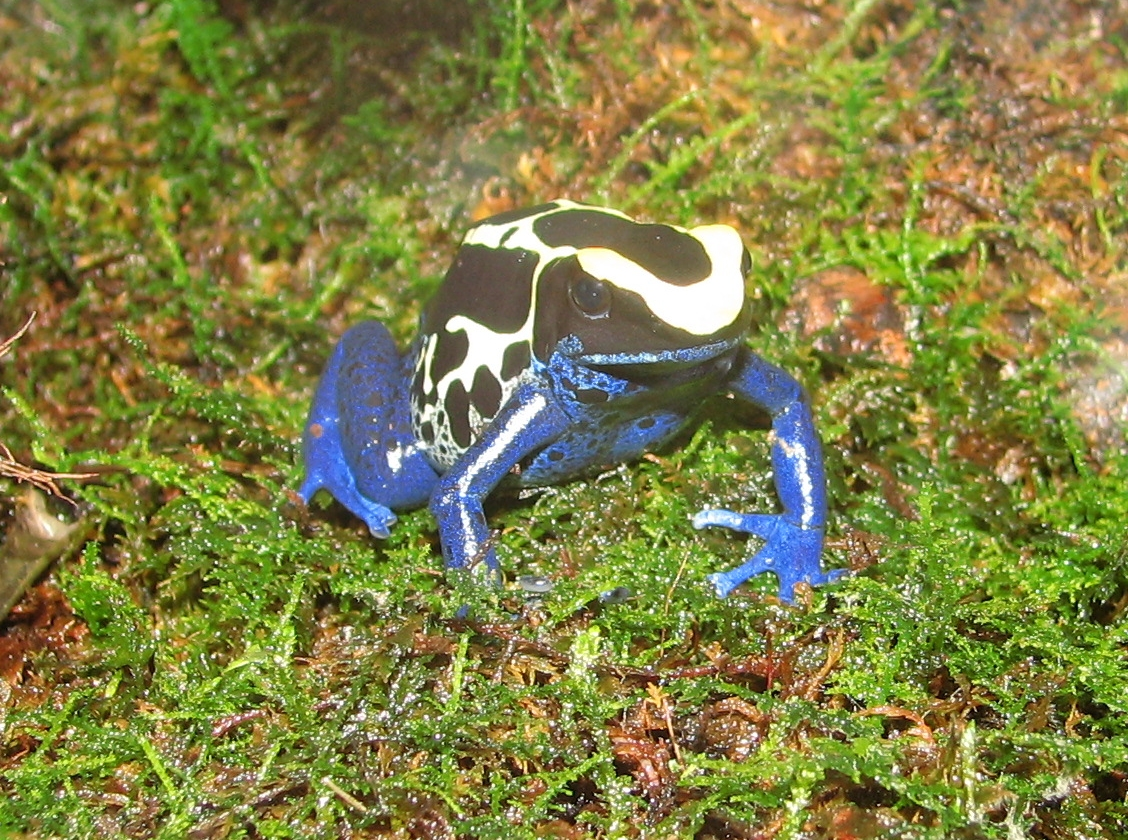
Färberfrosch
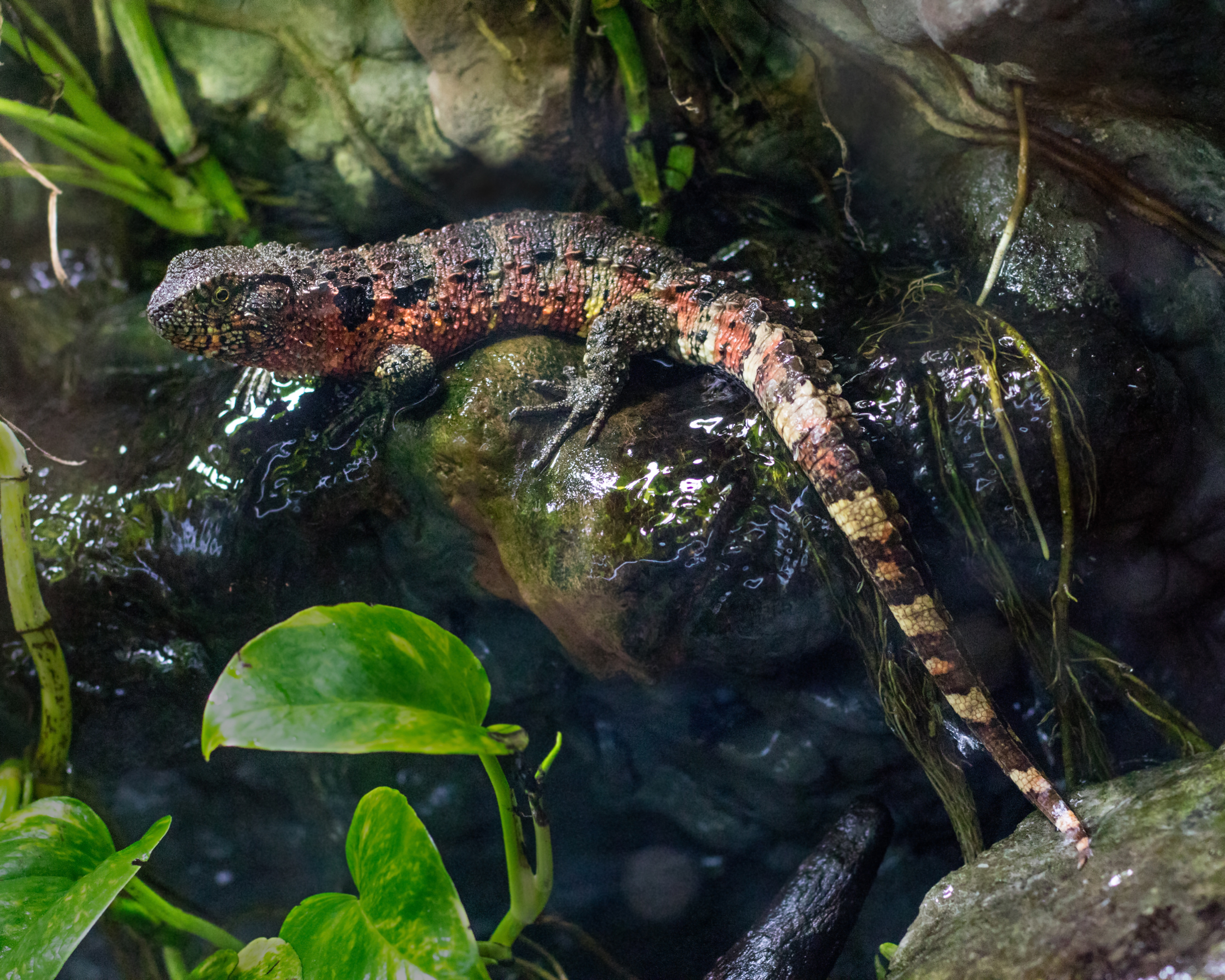
Chinesische Krokodilschwanzechse

## Arterhaltungs-, Zucht- und Schutzprogramme
Das Newport Aquarium beteiligt sich an vielen Arterhaltungs-, Zucht- und Schutzprogrammen. Es unterstützt auch das WAVE-Program für Studenten, die auf die Wasserwirtschaft spezialisiert sind. Im Besonderen werden seit 2005 Forschungen beim Rundkopf-Geigenrochen (Rhina ancylostoma) durchgeführt. 2007 wurde ein Programm zur Zucht der Art in Gefangenschaft ins Leben gerufen. Rundkopf-Geigenrochen werden von der Weltnaturschutzorganisation IUCN als „critically endangered = vom Aussterben bedroht“ geführt. Wie schwierig sich ein Zuchtprogramm mit Arten gestaltet, über deren Paarungsverhalten nur unvollständige Kenntnisse vorliegen, zeigte sich daran, dass ein weiblicher Rundkopf-Geigerrochen während des aggressiven Paarungsrituals 2013 im Aquarium verstarb. Nach weiteren anfänglichen Misserfolgen gelang es dem Aquarium schließlich 2016, mehrere Jungtiere erfolgreich aufzuziehen.

## Galerie
Die nachfolgende Bildauswahl zeigt einige Fische aus dem Newport Aquarium:

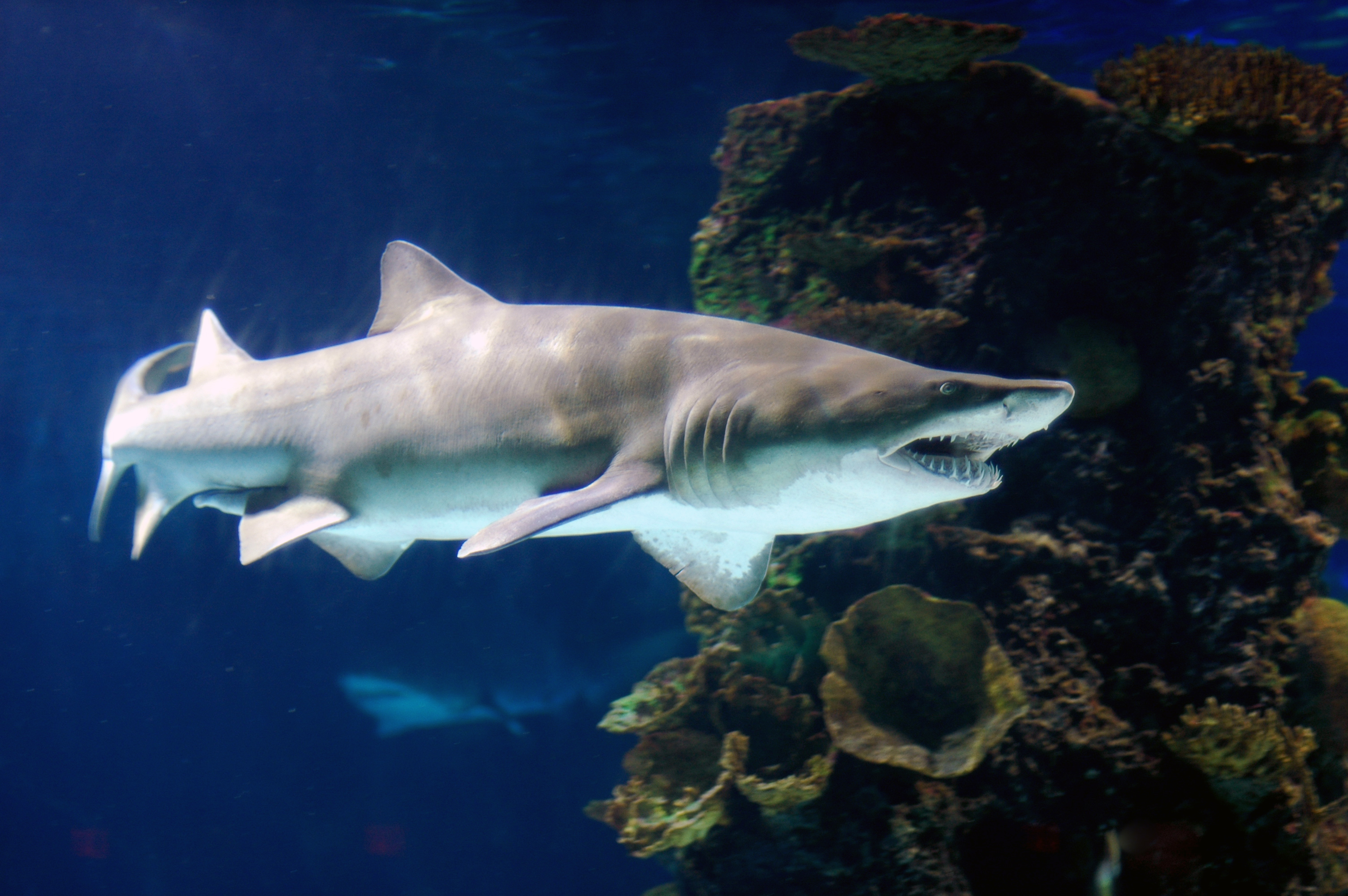
Sandtigerhai
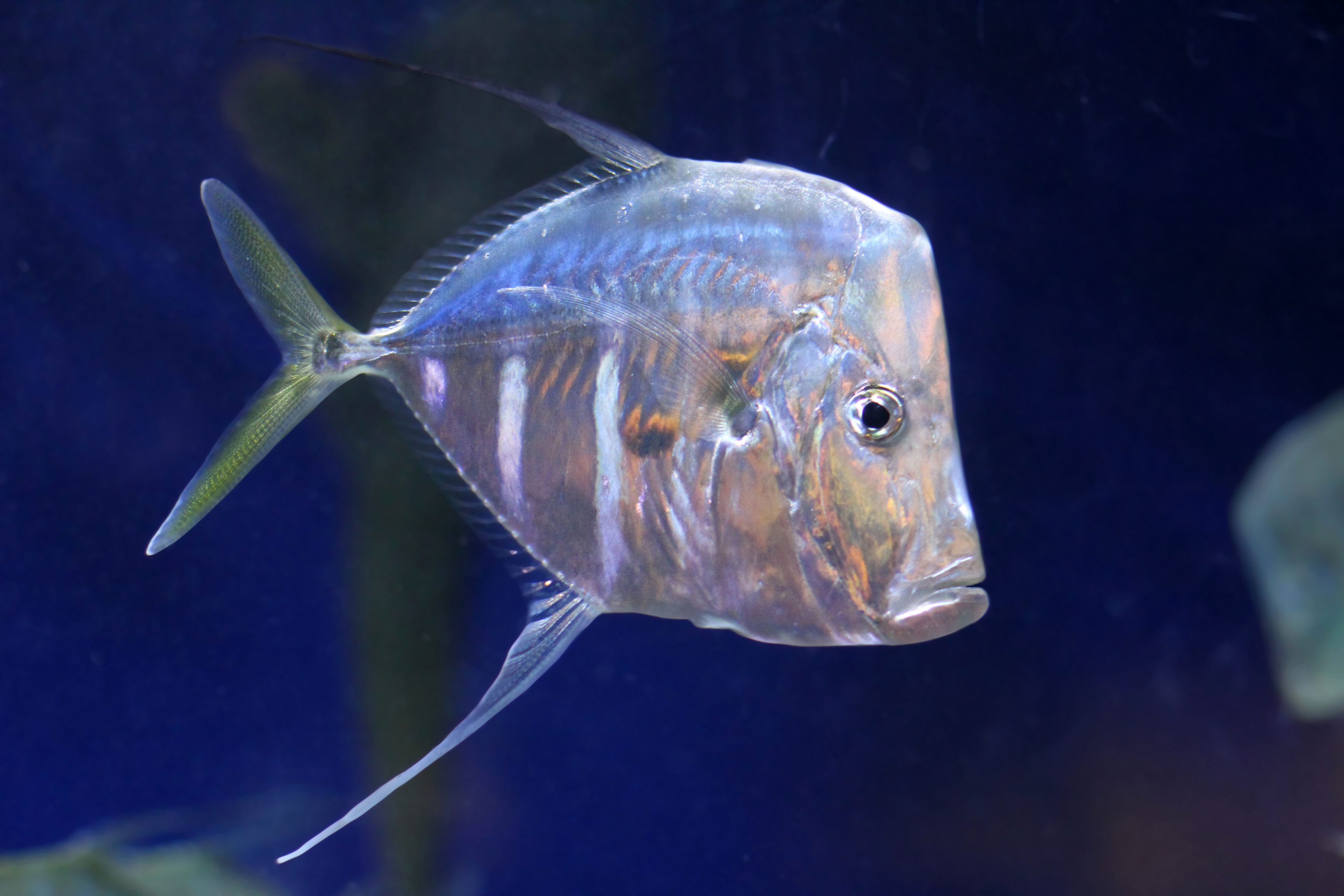
Bodengucker
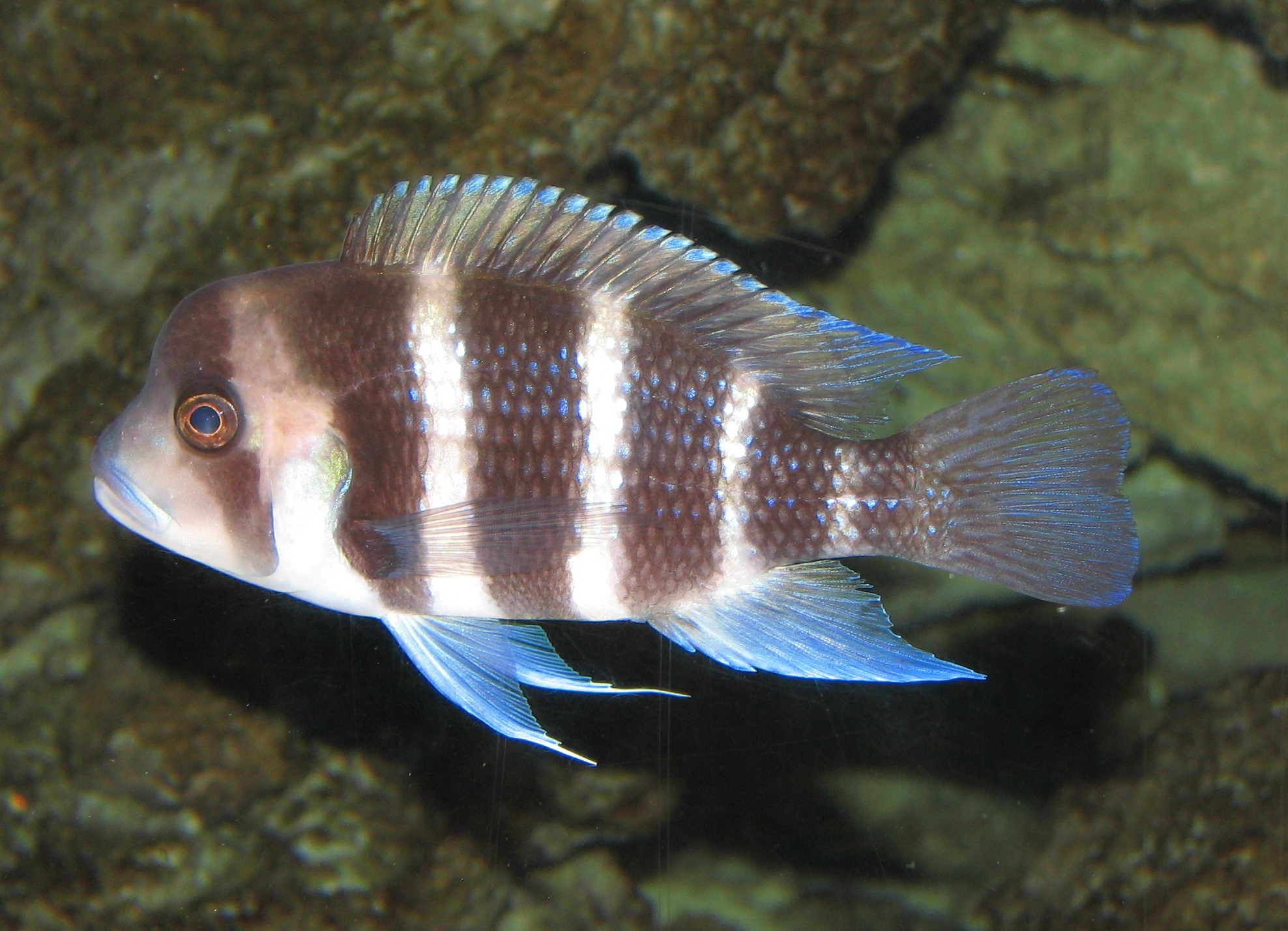
Tanganjika-Beulenkopf
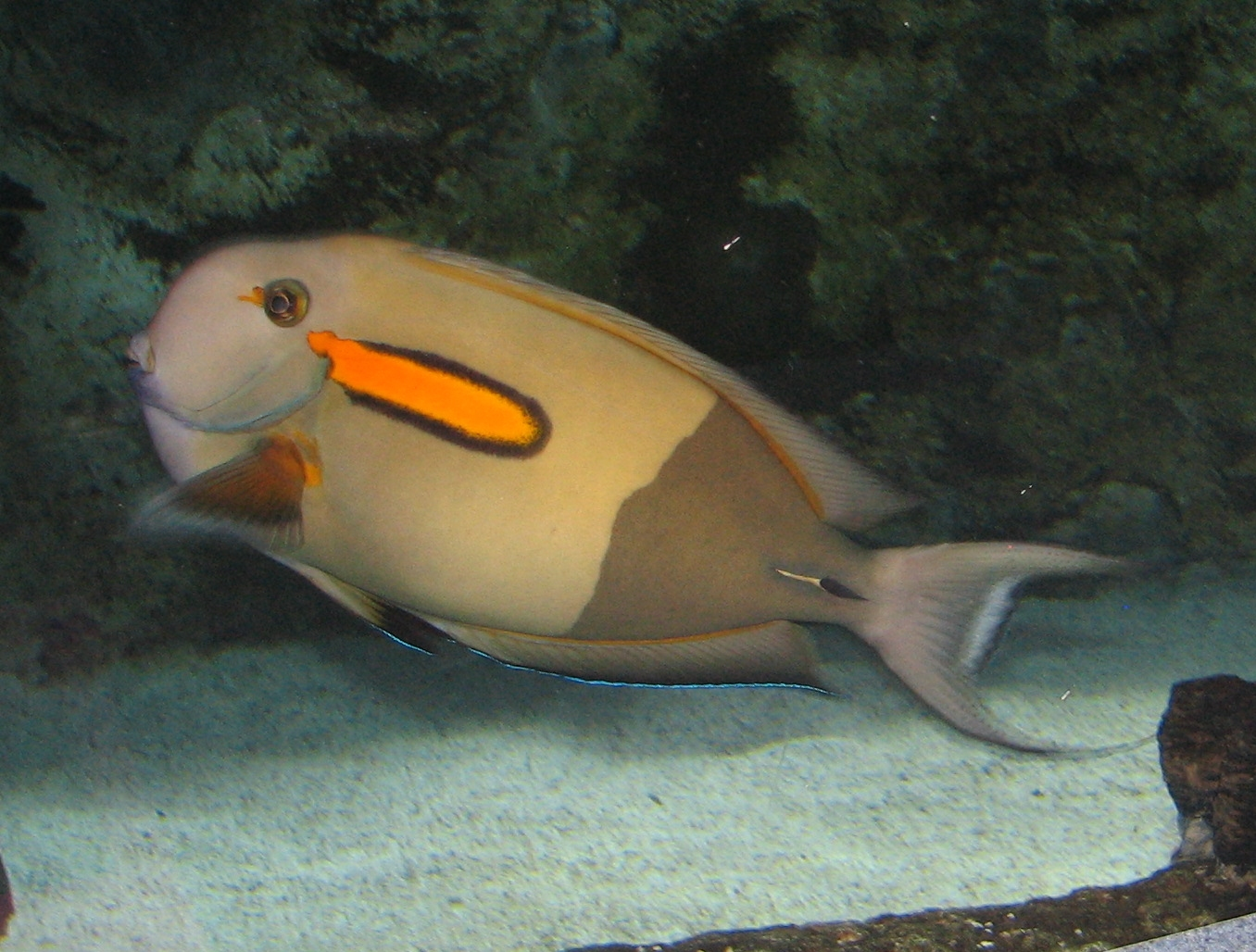
Orangefleck-Doktorfisch
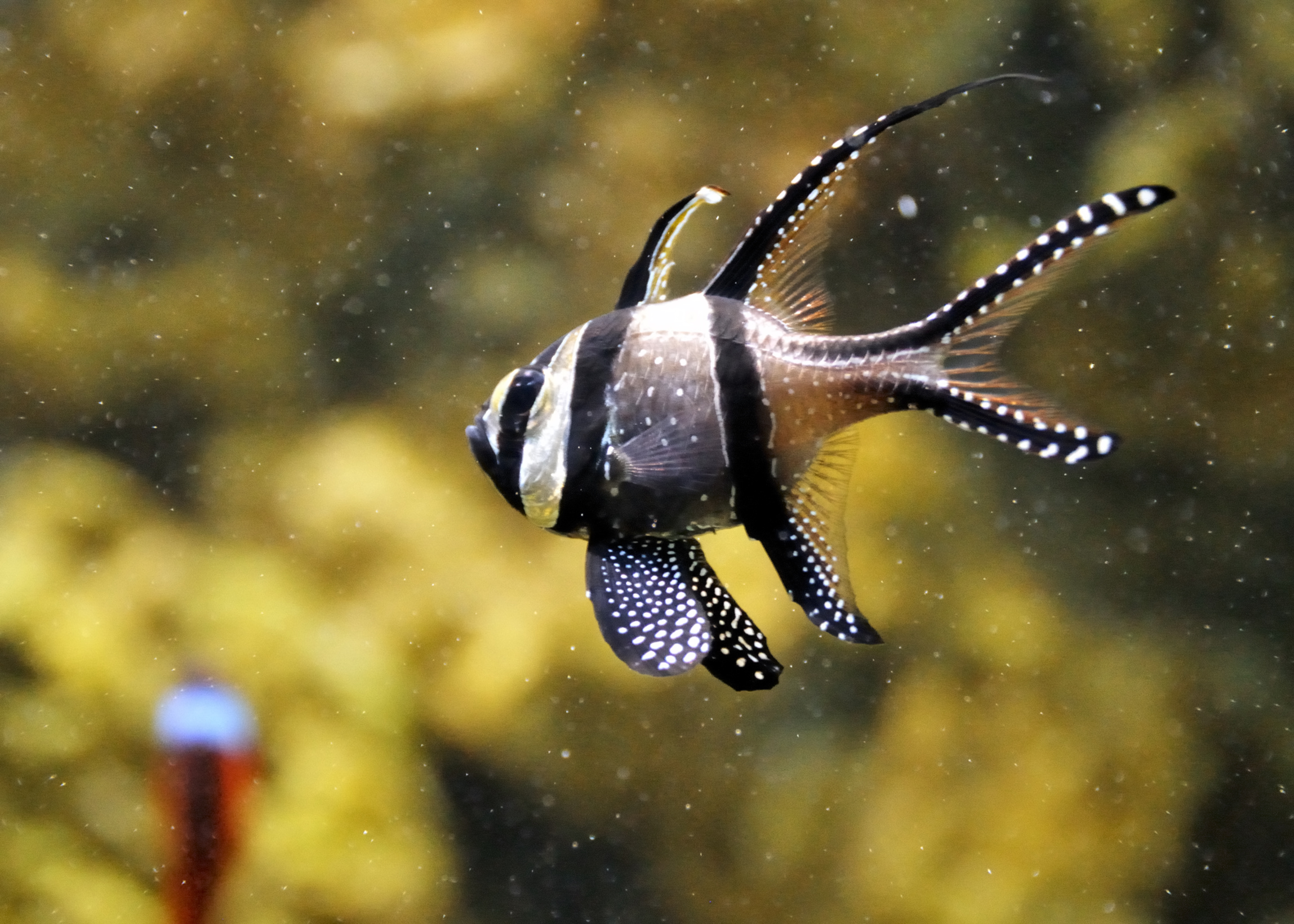
Banggai-Kardinalbarsch
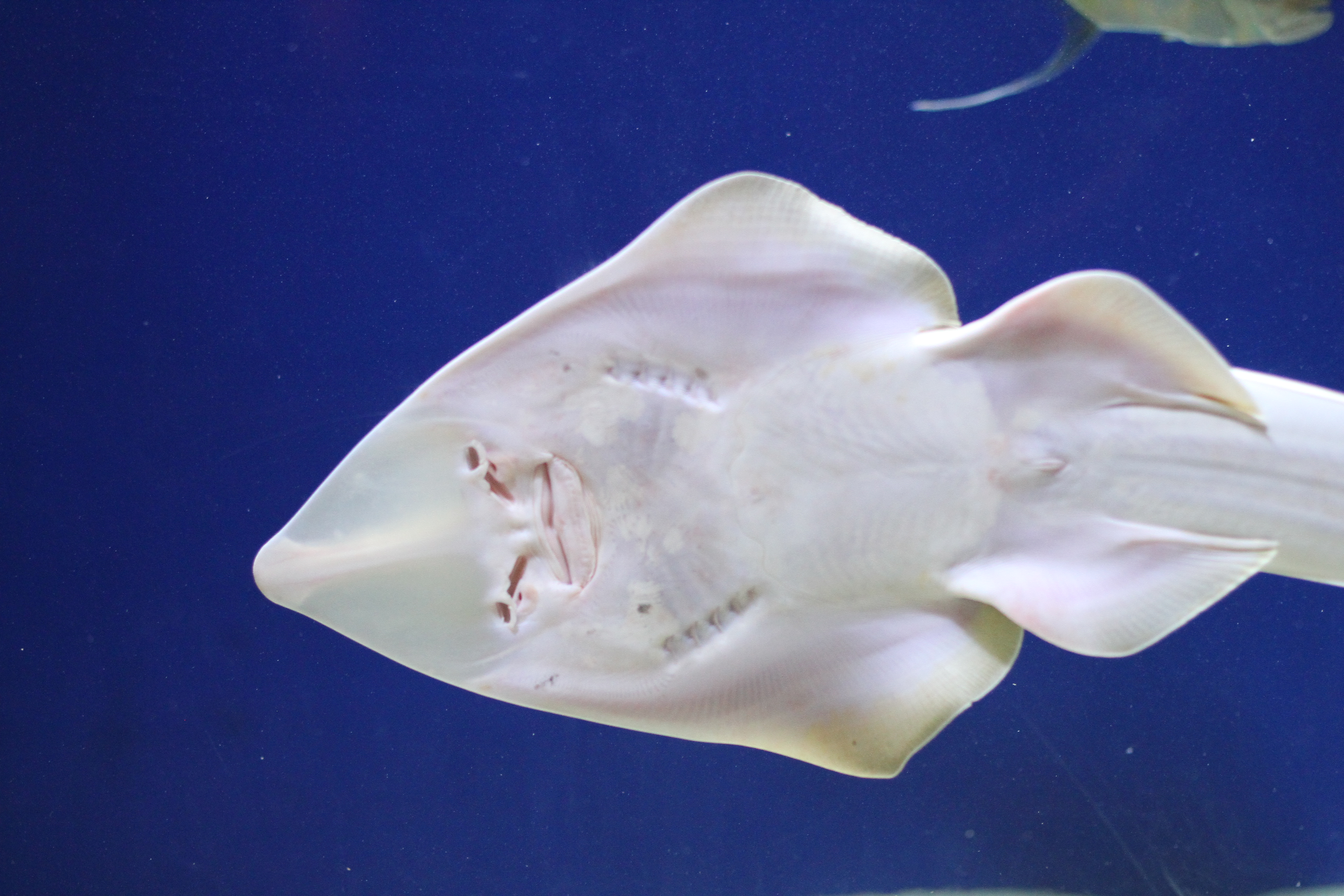
Pazifischer Geigenrochen, Unterseite